# Pieter ten Hoopen

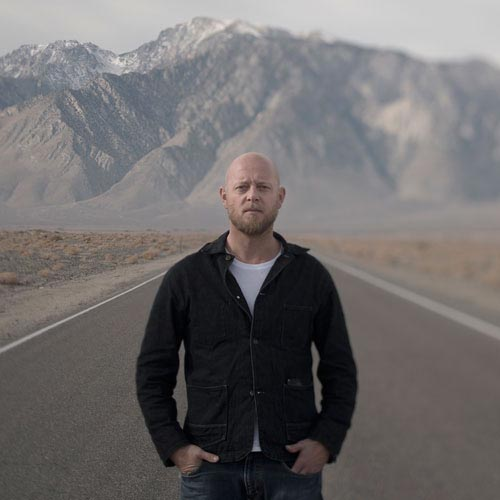
Pieter ten Hoopen 2012.

Pieter Berend Phillipus Derk Jan ten Hoopen, född 14 februari 1974 i Tubbergen i Nederländerna, är en nederländsk-svensk fotograf.

## Biografi
Pieter ten Hoopen kom till Sverige 1999 eftersom han hade en syster som bodde i Tidaholm. Sedan dess har han bott och arbetat i Sverige. Mellan 1999–2000 utbildade han sig på Hellidens folkhögskola i Tidaholm och på Nordens Fotoskola Biskops-Arnö och varit yrkesverksam fotograf sedan 2002.

### Priser
- Han fick år 2004 Scanpix stora fotopris.
- Han fick Årets Bild-utmärkelser 2003 (Svenskt vardagsliv för ett reportage om Söderbärke publicerat i Dagens Nyheter),
- 2005 (Årets pressfotograf, Utländskt bildreportage samt Året Porträtt),
- 2006 (Årets pressfotograf för ett reportage från Pakistan) samt
- 2010 (Årets pressfotograf för ett reportage om irakiska prostituerade i Syrien).
- År 2008 fick Pieter ten Hoopen första pris i klassen vardagsreportage i World Press Photo Contest för sviten Kitezh, the invisible town, Russia.
- År 2019 prisades han i två klasser i samma tävling; "Story of the year" och "Spot news stories" med sin bildserie The migrant caravan som skildrar flyktingars vandring till fots mot USA. Bildserien är en del i ett större projekt kallat Love Stories.[4]
- ten Hoopen tilldelades 2023 års Lars Tunbjörkpris[5].

Pieter ten Hoopen regidebuterade med sin dokumentära kortfilm Kitezh-Vladimirskoe på Stockholms filmfestival 2013. Hösten 2015 blev Pieter ten Hoopen nominerad till en Emmy Award för filmen Hungry Horse – The Legends of the everyday.

### Privatliv
Åren 2017–2020 var han gift med journalisten och författaren Lena Sundström.

## Regi och manus
- 2013 Kitezh-Vladimirskoe
- 2014 Vittnesmål från Norra Kaukasus
- 2015 Hungry Horse - The Legends of the everyday.